# Mayangsari
Mayangsari, właśc. Agustina Mayangsari (ur. 23 sierpnia 1971 w Purwokerto) – indonezyjska piosenkarka.
Debiutowała w 1990 roku albumem Gairah. W latach 90. XX wieku wylansowała szereg przebojów indonezyjskiej sceny muzycznej (jak np. utwory „Harus Malam Ini” i „Tiada Lagi”).
Jest zamężna z Bambangiem Trihatmodjo, synem byłego prezydenta Indonezji Soeharto.

## Dyskografia
Na podstawie źródła:
Albumy
- 1990: Gairah
- 1991: Selamat Malam Cinta
- 1992: Pinta
- 1993: Agenda
- 1994: Biarkan Saja
- 1995: Rasa Cintaku
- 1996: Beri Kesempatan
- 1997: Harus Malam Ini
- 1998: Tiada Lagi
- 1999: Kusalah Menilai
- 2000: Ijinkan
- 2005: Repackage